# Wang Deming
Wang Deming, 王得明 (Pechino, aprile 1955), è un artista marziale e attore cinese.

## Biografia
Si è laureato alla Beijing Tiyu Xueyuan (Università di Educazione Fisica di Pechino).

Ha iniziato a studiare le arti marziali cinesi (Wushu) all'età di otto anni.

### I suoi illustri maestri
Ha studiato con molti famosi maestri di Wu Shu, come Yuan Jingshu, successore dello stile Chaquan, il maestro di Chaquan Qi Mouye (齐谋业), i maestri di Changquan Song Zhiping e Xie Zhikui (谢志奎, con cui ha studiato Chaquan e Huaquan 花拳), Pan Zhiyuan (潘志远).

Ha studiato Xíngyìquán col Maestro Wang Jiwu (王继武); Baguazhang col maestro Sun Zhijun (孙志君), e Taijiquan, stile Yang e Chen col maestro Liu Gaoming (刘高明).

È stato seguito anche dal maestro Wu Bin, noto per essere stato l'allenatore del famoso attore cinematografico Li Lian Jie (Jet Li).

Dopo anni di ricerca, ha creato un suo metodo personale facendo una fusione dei maggiori punti di forza dei maestri con cui ha praticato; oggi insegna a Pechino e svolge seminari in tutto il mondo.

### Allenatore e attore
In questi ultimi 30 anni di insegnamento, Wang Deming ha allenato molti atleti, inclusa la nazionale cinese e squadre di altre nazioni, ottenendo ottimi risultati.

Inoltre è stato fra i protagonisti di alcuni dei combattimenti de La tigre e il dragone, film vincitore di 4 Premi Oscar.

## Cronologia
- 1974: Campionati Nazionali Cinesi di Wu Shu

1º classificato categoria Changquan

2º classificato categoria armi corte (Sciabola, dao)

Dal 1982 al 1999: Insegna Wushu nel dipartimento di arti marziali dell'Università di educazione fisica di Pechino
- 1982: Beijing Sanda Fighting Competition

1º classificato categoria 60 kg
- 1984: Beijing Wu Shu competition

1º classificato categoria Xingyiquan
- 1984: Campionati Nazionali Cinesi di Wushu stili tradizionali

1º classificato categoria Xingyiquan
- 1985: Beijing Wu Shu competition

1º classificato categoria Xingyiquan
- 1985: Campionati Nazionali Cinesi di Wu Shu stili tradizionali

1º classificato categoria Xingyiquan

Dal 1999 fino ad oggi:

Lavora come responsabile tecnico e coach al “Chaoyang Juvenile Wushu School”
- 2001: Beijing wushu competition

1º classificato categoria Baguazhang
- 2001: Campionati Nazionali Cinesi di Ba Gua Zhang

1º classificato categoria Baguazhang

1º classificato categoria armi corte (Sciabola)
- 2004: 1st World Traditional Martial Art Competition

1º classificato categoria Baguazhang a Mani Nude

1º classificato categoria armi corte (Sciabola)

1º classificato categoria Taiji spada stile yang

## Filmografia
- La tigre e il dragone (2000)